# Farrington Gurney
Farrington Gurney är en ort och civil parish i Storbritannien.   Den ligger i kommunen Bath and North East Somerset och riksdelen England, i den södra delen av landet, 170 km väster om huvudstaden London. Farrington Gurney ligger 123 meter över havet och antalet invånare är 901.
Terrängen runt Farrington Gurney är huvudsakligen platt, men västerut är den kuperad. Runt Farrington Gurney är det ganska tätbefolkat, med 144 invånare per kvadratkilometer. Närmaste större samhälle är Bristol, 18,1 km norr om Farrington Gurney. Trakten runt Farrington Gurney består i huvudsak av gräsmarker.